# Baouyrjan Momychouly (métro d'Almaty)
Baouyrjan Momychouly (kazakh : Бауыржан Момышұлы (Bauyrjan Momyşūly) ; russe : Бауыржан Момышулы) est une station de la ligne 1 du métro d'Almaty, au Kazakhstan.

## Situation sur le réseau
Elle constitue le terminus sud-ouest de la ligne, située après Saryarqa.

## Historique
L'ouverture de la station a lieu le 30 mai 2022, lors de la mise en service du prolongement de la ligne depuis Mäskeou.